# Topologia della semicontinuità inferiore
La topologia su {\displaystyle \mathbb {R} } della semicontinuità inferiore è data da:
{\displaystyle \mathrm {T} =\{\emptyset ,\mathbb {R} \}\cup \{{\mathcal {O}}_{y}:y\in \mathbb {R} \},}dove gli {\displaystyle {\mathcal {O}}_{y}} sono così definiti:{\displaystyle {\mathcal {O}}_{y}=\{x\in \mathbb {R} :x>y\},}cioè dalle semirette (positive) che hanno origine in un punto {\displaystyle y} arbitrario.
Si noti come una topologia definita in questo modo non permetta di trovare, fissati due punti distinti, due aperti disgiunti che li contengano, non si tratta cioè di uno spazio Hausdorff.  In realtà è comunque presente una separazione, seppur debole, che definisce uno spazio topologico di Kolmogorov.